# Dino Menardi
Dino Menardi (Cortina d'Ampezzo, 23 agosto 1923 – Cortina d'Ampezzo, 2 settembre 2014) è stato un giocatore di curling e hockeista su ghiaccio italiano, atleta del Curling Club Anpezo e della Sportivi Ghiaccio Cortina.

## Carriera
Nel 1937 inizia la sua attività agonistica nell'hockey su ghiaccio con la Sportivi Ghiaccio Cortina. Nel 1947 entra a far parte della nazionale italiana di hockey su ghiaccio dove rimarrà fino al 1950. Nel 1948 partecipa ai V Giochi olimpici invernali
Menardi ha fatto parte della nazionale italiana di curling partecipando nel 1980 al campionato europeo disputato a Copenaghen, in Danimarca.